# Fernando Freyre de Andrade
Fernando Freyre de Andrade y Velázquez (La Habana, 10 de septiembre de 1863-Cuba, 24 de enero de 1929) fue un militar, abogado, magistrado y político cubano, alcalde de La Habana y secretario de Gobernación de la República de Cuba. 

## Síntesis biográfica
Nació en La Habana el 10 de septiembre de 1863. Descendía de una familia noble.  Fue fiscal de distrito en La Habana en 1890 y magistrado en 1894. Siendo abogado en 1895 se unió a la causa independentista de Cuba y se exilió a Nueva York y París, donde recaudó fondos para el Partido Revolucionario Cubano y vendió bonos cubanos. En 1896 llegó a Cuba a bordo del Dauntless, desembarcando en Trinidad. Tomó partido en acciones militares como oficial de caballería, aunque en 1897 fue nombrado juez del Ejército Mambí, cargo en el que juzgó casos tanto militares como civiles bajo la jurisdicción de los fueros castrenses. Fue elegido representante a la asamblea del gobierno en armas en 1897. 

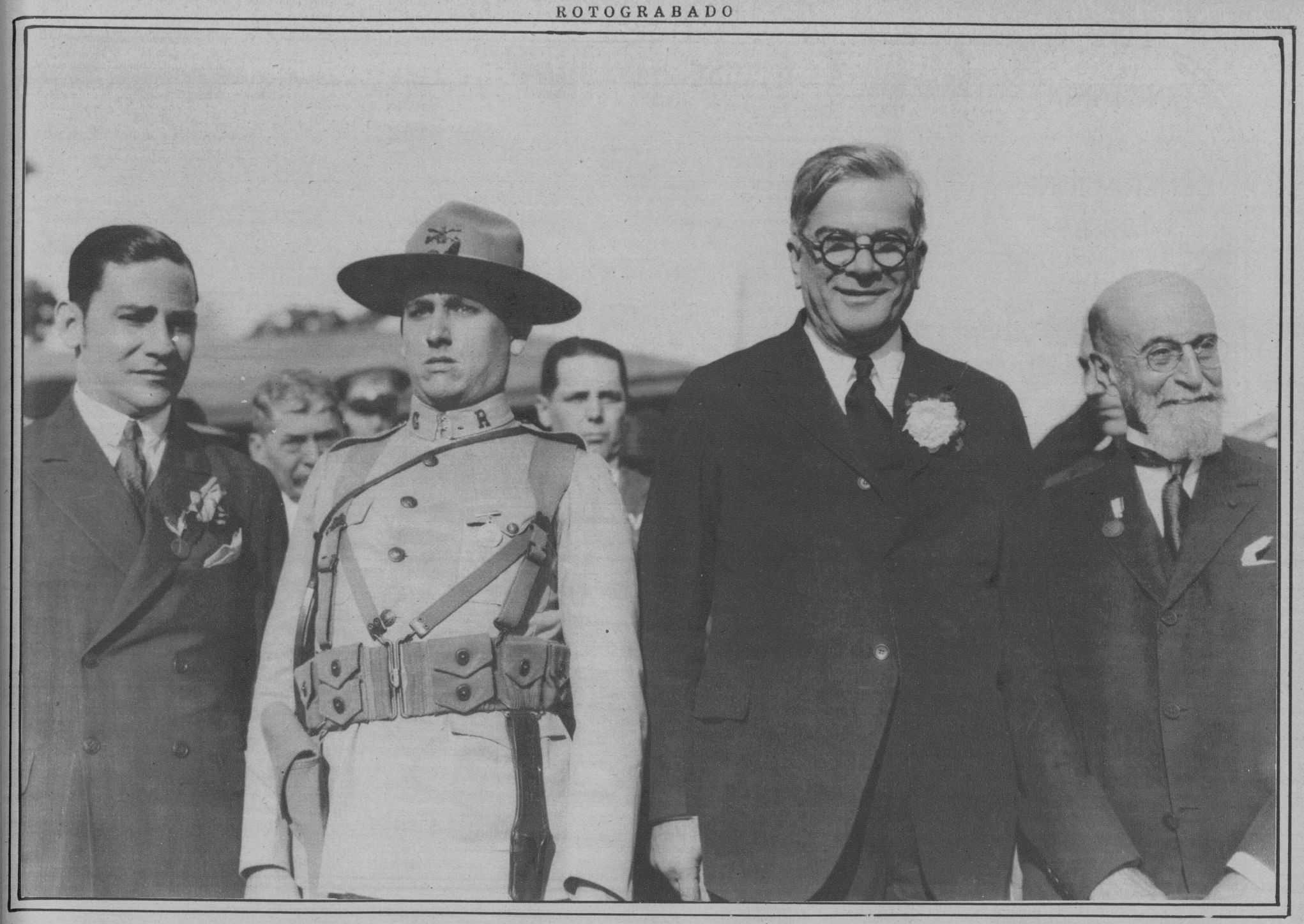
Freyre de Andrade (a la derecha de la imagen) con Gerardo Machado y Clemente Vázquez Bello, entre otros (Diario de la Marina, 1928)

En 1902 fue elegido como elector presidencial para la elección de Tomás Estrada Palma como presidente de Cuba. Después de la independencia de Cuba, Estrada Palma lo nombró juez de la Corte Suprema y en 1905 fue nombrado secretario de Gobernación. Durante la intervención estadounidense fue fiscal y magistrado en La Habana. 
El 31 de marzo renunció al cargo y entre 1906 y 1912 fue diputado de la cámara por el distrito de El Vedado. En 1912 fue elegido alcalde de La Habana por el Partido Conservador Nacional. Siendo alcalde, Freyre de Andrade colocó la primera piedra del Hospital de Emergencias de La Habana en 1914. Se retiró de la alcaldía en 1916 por aspiraciones presidenciales. Falleció en la noche del 24 de enero de 1929 y habría sido enterrado presumiblemente en el cementerio de Colón. El hospital de trauma o emergencia de La Habana, que él ayudó a fundar, lleva su nombre.